# Universe At War: Angriffsziel Erde
Universe At War: Angriffsziel Erde (Originaltitel Universe at War: Earth Assault) ist ein Echtzeit-Strategiespiel, das von Petroglyph Games entwickelt und von Sega veröffentlicht wurde. Es war zunächst als erster Teil einer Universe at War Trilogie geplant. Nachdem der Erfolg ausblieb, wurden die Nachfolger nie produziert.

## Handlung
Eine technologisch überlegene Supermacht die Hierarchy fällt auf die Erde ein, um Ressourcen abzubauen. Das menschliche Militär wird schnell überwältigt und spielt fortan keine bedeutende Rolle mehr. Der Erzfeind der Hierarchy sind die kybernetischen Novus, die in den Konflikt eingreifen. Durch die Gefechte an der Oberfläche werden schließlich die Masari geweckt, die als gottähnliche Wesen auftreten und sich in den Krieg einmischen. Die Massari sind schon vor langer Zeit auf der Erde gewesen und inspirierten so alle möglichen Mythen: aus ihren Flugeinheiten sind die Engel entstanden, aus ihren Bodentruppen aztekische Götter.

## Spielmechanik
Für die Umsetzung auf der Xbox 360 Konsole wurde eine vektorbasierte Steuerung eingeführt. Waffen- und Verteidigungssysteme können vom Spieler in Echtzeit modifiziert werden, um sie den wechselnden Kampfbedingungen anzupassen. Technologiebäume sind ebenfalls komplett anpassbar. Zwischen PC und Konsole ist Crossplay möglich.

## Rezeption
Für 4Players verschenkt das Spiel viel Potenzial. Eine ungünstige Designentscheidung ist das Fehlen des wichtigen Technologiebaumelementes in zwei Dritteln der Kampagne. Die anfänglich packende Welteroberung verkomme schnell zu einer bloßen Aneinanderreihung von Gefechten. Es gibt Wegfindungs- sowie Interface-Probleme und KI-Schwächen. Die Balance und die taktische Bandbreite sind hingegen gut. Im Mehrspielermodus macht die unbeliebte Games for Windows Live Schnittstelle jedoch einen Strich durch die Rechnung. Die Konsolenfassung leidet unter Performance-Problemen. Die Bedienschwierigkeiten verleiten den Spieler auf der Xbox zu einfachen Manövern.
Laut GameStar ist die 3. Fraktion spielerisch deutlich unterentwickelt. Die optisch an südamerikanischen Hochkulturen angelehnten Masari wirken ideenlos insbesondere im Vergleich mit den anderen beiden Fraktionen. Bei der fehlenden Übersicht wurde in einem Patch der Entwickler nachgebessert, in dem deutlich weiter hinaus gezoomt werden konnte. Der Mehrspielermodus mit Replayfunktion und intelligenten Bots wurde positiv hervorgehoben. In der Konsolenfassung leidet das Spiel unter Steuerungsproblemen.